# Tartu Rose

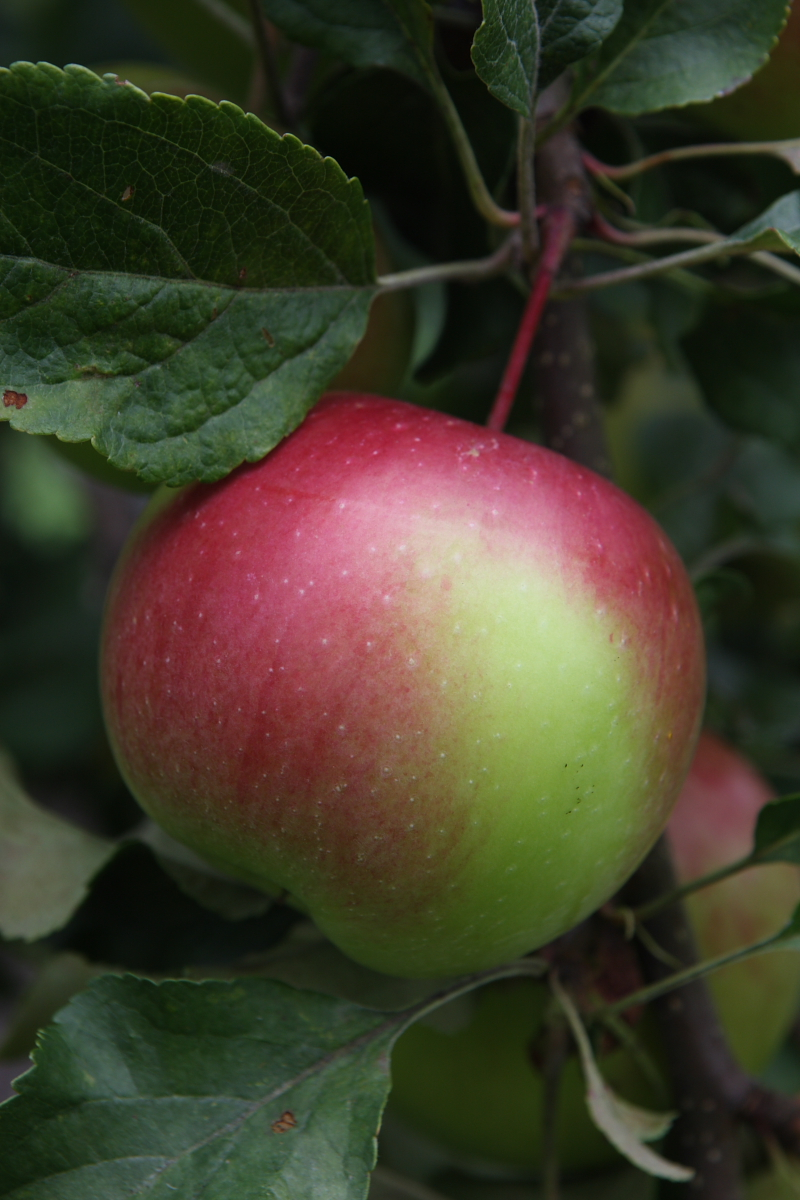
Tartu Rose

Tartu Rose (estniska: Tartu roos) är en äppelsort från Estland. Först troddes det att det var en originalsort och gavs därför ett eget namn, senare har starka likheter med amerikanska Wealthy upptäckts.